# 明日への盛装
『明日への盛装』（あすへのせいそう）は、1959年に公開された中村登監督の日本映画。
津村節子の小説『華燭』が原作。配給元の松竹公式サイトによれば「幸運の座を掴もうとする現代娘の姿を笑いのうちに批判しようというもの」と紹介されている。

## あらすじ
理髪店を経営する両親（織田政雄、桜むつ子）の意向に従い店を継ぐために上京した岡本チカ子（高千穂ひづる）は、みじめな生活を送る両親から逃れ、東京でキャバレーに勤めながら学費を稼ぎつつ貴族子弟の多い上流大学に通って玉の輿を狙う。
故郷からの少ない仕送りをキャバレーの稼ぎで補う大学生活の中で、やがてチカ子は精密機器社長を保護者に持つ高倉明夫（石浜朗）とホテル業を営む伍堂家の伍堂輝雄（杉浦直樹）と知り合うことに成功したものの、同じく高倉や伍堂を狙う志摩ゆりえ（杉田弘子）、片桐公子（中圭子）、夏目純子（芳村真理）といったライバルの存在に気づき落胆を覚えた。
その後チカ子はキャバレーの常連三田村理一郎（永井達郎）や、その三田村の弟多助（大木実）に実は隠れてキャバレー勤めをしていることをバラされそうになったりと波乱があり、そのことでますます早く高倉か伍堂を射止めなければと焦り始めた。
しかし、夏休みに入って高倉、伍堂らと公子の別荘に招かれた折、公子は親同士の決定によって伍堂と結婚することを発表したのだった。その夜、チカ子は残った高倉の財産を目当てにホテルの合鍵を渡し、二人は結ばれた。
だが、高倉の親だと思っていた精密機器会社の社長は高倉の伯父であり、そもそも高倉の親は富豪などではなく伯父の伝手を頼ってお情けで工場に勤務させて貰っている身分の上、高倉自身はその父の次男坊であると知り、玉の輿を願い続けたチカ子の夢は破れたのだった。
そして、高倉との子供を身籠ったチカ子は、高倉との平凡な幸福を見つけるだろうと思われた。

## スタッフ
以下のスタッフ名はKINENOTEに従った。
- 製作 - 深沢猛
- 監督 - 中村登
- 脚色 - 山内久
- 原作 - 津村節子 小説『華燭』
- 撮影 - 厚田雄春
- 音楽 - 武満徹
- 美術 - 芳野尹孝
- 録音 - 吉田庄太郎
- 照明 - 石渡健蔵
- 編集 - 浜村義康

## キャスト
以下の出演者名と役名は特に記載がない限りKINENOTEに従った。
- 高千穂ひづる - 岡本チカ子
- 中圭子 - 片桐公子
- 芳村真理 - 夏目純子
- 石浜朗 - 高倉明夫
- 杉浦直樹 - 伍堂輝雄
- 大木実 - 三田村多助
- 織田政雄 - チカ子の父庄吉
- 桜むつ子 - チカ子の母茂子
- 杉田弘子 - 志摩ゆりえ
- 永井達郎 - 三田村理一郎
- 平山芙美子 - 佐々木信枝二
- 佐竹明夫 - 「パピヨン」の支配人
- 斎藤知子 - 女給
- 東山千栄子[5]